# Jasmine Trias

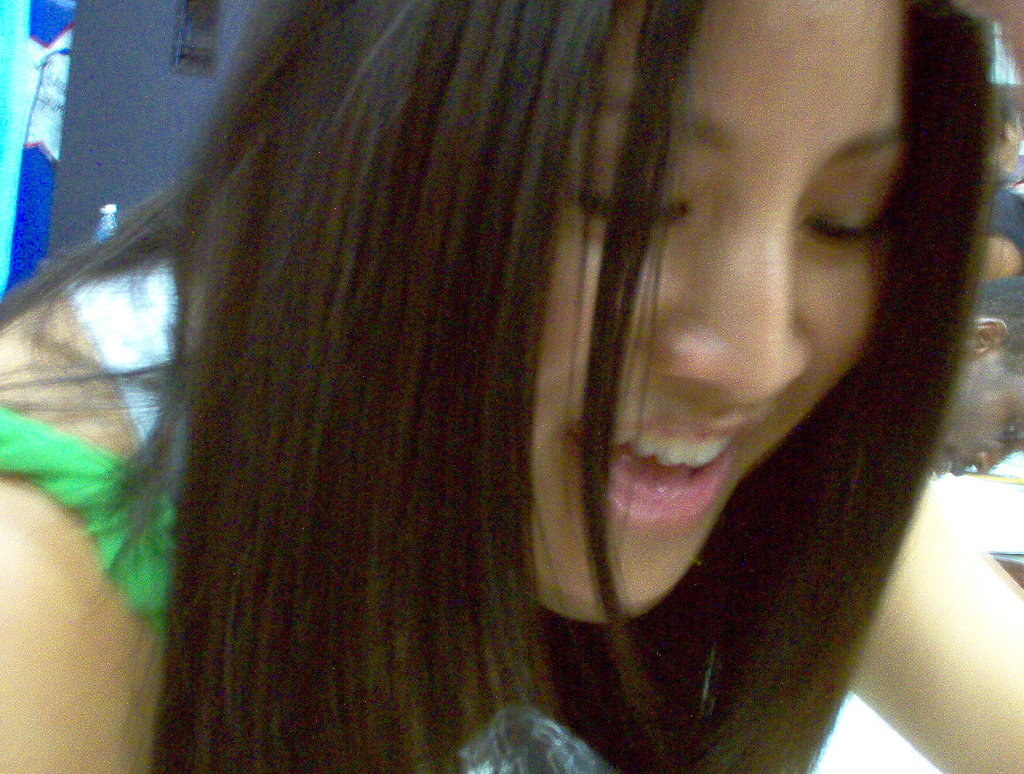
Jasmine Trias

Jasmine Trias Soriano (3 de noviembre de 1986 en Honolulu, Hawái, Estados Unidos), es una cantante pop y animadora filipina, que fue la tercera finalista durante la tercera temporada de American Idol, debido a la enorme llamada de apoyo en California, Nueva York, y su estado de nacimiento de Hawái (EE. UU. HOY). Ella tiene ascendencia china y española.

## Discografía

### Álbumes
- 2005: Jasmine Trias / JT 2005: Jasmine Trias / JT

### Singles
- 2004: "Love 'Ko To" 2004: "Love" Para Ko "
- 2005: "Excuses" 2005: "Excusas"
- 2005: "Lose Control" 2005: "perder el control"
- 2006: "Sana Lagi" 2006: "Sana Lagi"
- 2006: "Kung Paano" 2006: "Kung Paano"
- 2006: "I'd Rather" 2006: "Yo más bien"
- 2007: "The Christmas Song" 2007: "La Canción de Navidad"

### Apariciones
- 2005: American Idol Season 3: Greatest Soul Classics 2005: American Idol Season 3: Greatest Alma Clásicos

"Midnight Train to Georgia" "Tren de medianoche a Georgia" 
"Ain't No Mountain High Enough" (with the Top 12 finalists) "¿No es de alta montaña no basta" (con el Top 12 finalistas) 
- 2007: American Christmas
- 2007: América de Navidad "The Christmas Song" "La Canción de Navidad"

- Datos: Q3543260
- Multimedia: Jasmine Trias / Q3543260